# Alberto Valín Molina
Alberto Alfredo Valín Molina (Buenos Aires, 2 de julio de 1926 - Buenos Aires, 14 de enero de 1995) fue un militar argentino que ejerció como jefe del Batallón de Inteligencia 601 entre el 27 de diciembre de 1974 y el 6 de diciembre de 1977 durante el terrorismo de Estado en Argentina.

## Biografía
Era graduado del Colegio Militar como subteniente de artillería con la promoción 77 y especializado en inteligencia.
Entre 1974 y 1977 estuvo al frente del Batallón de Inteligencia 601 con asiento en la intersección de Callao y Viamonte, Capital Federal. En 1978 fue ascendido a general de brigada y lo designaron jefe II de Inteligencia del Estado Mayor General del Ejército.
Valín fue uno de los acusados de la conspiración contra el gobierno de la Revolución Sandinista por parte del revolucionario nicaragüense Tomás Borge.
En 1982 recibió el cargo de embajador en Panamá.